# Слепой дождь (фильм)
«Слепой дождь» — советский художественный фильм 1970 года, снятый режиссёром Анатолием Кабуловым на киностудии «Узбекфильм».
Премьера фильма состоялась 5 сентября 1972 года. Фильм посмотрело 7,8 млн зрителей.

## Сюжет
Матлюба из кишлака влюбляется в студента-медика Самига, считая его лучшим человеком. Однако она не понимает его решения изменить профессию и в итоге они расстаются из-за разницы в духовных запросах.

## В ролях
- Убайдулло Омон — Самиг
- Аида Юнусова — Матлюба
- Абдужалил Бурибаев — Хаким
- Хамза Умаров — Аскаров
- Тамара Шакирова
- Айбарчин Бакирова
- Софья Сабитова
- И. Хобца
- Б. Бакиров
- Ю. Агамазов
- Д. Абидов
- Валентина Андрианова
- Обиджан Юнусов

## Съёмочная группа
- Режиссер: Анатолий Кабулов
- Сценарист: Адыл Якубов
- Оператор: Леонид Травицкий
- Художник: Валентин Синиченко
- Композитор: Феликс Янов-Яновский